# Kemerovói járás
A Kemerovói járás (oroszul Ке́меровский райо́н) Oroszország egyik járása a Kemerovói területen. Székhelye Kemerovo.

## Népesség
- 1989-ben 37 207 lakosa volt.
- 2002-ben 39 036 lakosa volt.
- 2010-ben 45 459 lakosa volt, melynek 93,8%-a orosz, 1,1%-a tatár, 1%-a csuvas, 0,7%-a német, 0,7%-a örmény, 0,7%-a ukrán  stb.